# クロッシング・ライン〜ヨーロッパ特別捜査チーム〜
『クロッシングライン 〜ヨーロッパ特別捜査チーム〜』は、アメリカ・NBC放送のクライム・サスペンス。

## 概要
ヨーロッパ各地で起こる凶悪犯罪に対して、カール・ヒックマンとルイ・ダニエルを中心とした国際刑事裁判所の捜査チームが国境を越えた捜査を行なう。原則1話ないし2話でエピソードは完結するが、途中でカールの右手の障害に関したエピソードやルイの家族を襲った謎の爆発事故に関したエピソードも同時進行する。

## 登場人物

### 主要レギュラー
カール・ヒックマン（Carl Hickman）
演 - ウィリアム・フィクナー
元NYPDの重要事件捜査班の刑事。NYPD時代は6年連続の逮捕率・有罪率を誇る凄腕プロファイラーだったが、ある誘拐事件でミスを犯した上に右手を負傷し、さらにカールの実績に影で嫉妬していた上司にも裏切られたため引退させられた過去を持つ。後遺症で右手は一切使えず（拳銃の分解、組立はおろか生活にも影響が出る程のレベル）、モルヒネに依存している。トレーラーハウスで暮らしながらアムステルダムの遊園地で清掃員をしていたときにダニエル警視にスカウトされ、ICC（国際刑事裁判所）の特別捜査チームでプロファイラー兼現場対応捜査官となる。
右手に障害があるが推理力は衰えておらず、犯罪現場の細かな変化や容疑者の心理傾向を確実につかみ取る鋭い観察眼を持つ。自身の右手の障害の原因となったフィリップ・ジェノヴェーゼに執着し、トレーラーハウス暮らしをしながら独自にジェノヴェーゼを追っている。
ルイ・ダニエル（Louis Daniel）
演 - マルク・ラヴォワーヌ
フランス国家警察の警視でICC特別捜査チームの実質的な指揮官。国家間での捜査権限をめぐってのトラブルを嫌い、ヨーロッパ中の捜査官をスカウトして、ヨーロッパ各地で起こる凶悪事件に対処するための特別捜査チームを結成した。犯人がアメリカ人だったときのためにカールをスカウトしていたなど、したたかな一面も見られる。カールには及ばないがチームの中でも推理力はトップレベルで、チームのためとはいえ良くも悪くも冷徹な指示を出すこともある。
10歳の息子を車の爆発事故で失っており、それ以降妻のレベッカとは疎遠になっている。その爆発事故は不慮のものと思われていたが、ディミトロフというロシア人が関わっていたことが判明し、その捜査も個人的に行なうことになる。
セバスチャン・ベルガー（Sebastian Berger）
演 - トム・ヴラシア
ドイツベルリン警察の刑事。ハイテク機器に強く、犯罪現場をスキャンして3D映像化する"スキャンジェン"を開発したり、ハッキングで捜査情報を得るなどして捜査をバックアップする（スキャンジェンは回を重ねるにつれてスキャンする範囲の拡大や、地中探査ソナーの追加などアップグレードされている）。警察の対テロ特殊部隊GSG9にも顔がきくため、ドイツでの事件においてはドイツ警察とのパイプ役にもなっている。
エヴァ・ヴィットーリア（Eva Vittoria）
演 - ガブリエラ・ペシオン
イタリアマフィア対策庁の潜入捜査官。イタリアにおける組織犯罪の専門家であり、潜入捜査を主に担当する。マフィア一家で何不自由なく育ち、チームの中では唯一の軍人出身者などといった異色の経歴を持つ。
トミー・マッコーネル（Tommy McConnel）
演 - リチャード・フラッド
北アイルランド警察庁の刑事で、武術や戦術の専門家。かつてはIRA支持者で且つ半グレであり、少年院にたびたび関わっていただけでなく21歳のときに殺人を犯しそうになったこともある。ロンドン警視庁特別捜査局に捕まり、自首して刑務所に入るか、警察に入り犯罪や犯罪者に対する知識を役立てるかの選択を迫られ、警察に入ることを決意。しかし、この選択にトミーの父親は憤り、彼に賞金をかけ、実の兄弟を含む仲間たちにトミーの殺害を命じている。たびたびシエナと組んで捜査にあたっていたため、育った環境が全く違うシエナに対して少なからず特別な感情を持っていたらしい。
ミヘル・ドルン（Michel Dorn）
演 - ドナルド・サザーランド
ポーランドにルーツを持つ国際刑事裁判所監察官。7歳の誕生日がドイツによるポーランド侵攻で、自分自身の誕生日を憎んでいる。その後家族とともにフランスに亡命して終戦後に国際刑事裁判所に勤務。フランスで姉以外の家族をナチスドイツに処刑されたことから、戦争犯罪人を処罰することに専念している。ダニエル警視の「国家を超えた合同捜査チーム」というアイデアに対して当初は消極的であったが、後に国際刑事裁判所のチームとしてダニエル警視のチームに捜査権限を委任する。
アラベラ・セーガー（Arabela Seeger）
演 - ララ・ロッシ
元北ホラント警察の刑事。銀行員の殺人事件の重要参考人としてヒックマンを逮捕したことがきっかけでチームと出会う（状況証拠が揃いすぎていることを理由にヒックマンが犯人ではないことは分かっていたらしい）。後にヒックマンが釈放され、ヒックマンの右手の障害に関わる人物による殺害と分かると、暫定的にICCの捜査に加わる。その事件の真犯人を逃がした上司でさえもが英雄として讃えられ、真実をねじ曲げてまで保身に走る警察に絶望して辞職、本格的にダニエル警視のチームに加わる。
ダニエル警視によれば、彼女は権力や組織に縛られず、芯の通った自身のモラルやルールによって動ける有能な刑事だと評価している。

#### 過去の主要レギュラー
シエナ・プライド（Sienna Pride）
演 - ジュヌヴィエーヴ・オライリー
ロンドン警視庁の警部補。ロイヤルファミリーの遠戚にあたる上流階級出身者で、上院議員の父と事務弁護士の母を持つ。尋問に長けており、容疑者から単に情報を引き出すだけでなく感覚を思い起こさせることで記憶に埋もれていた情報を引き出す高度な尋問テクニックを持つ。最初の事件で犯人に刺殺されてしまう。
アンヌ＝マリー・サン（Anne-Marie San）
演 - ムーン・デイリー
フランス国家警察の部長刑事でダニエル警視の部下。超記憶症候群の影響でどんなものでも瞬時に記憶し、膨大な情報を要約することができるなど情報処理能力に長ける。性格はおとなしめだが責任感は強く、捜査から外されることに不満を持っている。
最初の事件で犯人に誘拐されたことから、腫れものに触れるような態度を取られることに対してダニエル警視に不満を爆発させた。

## エピソード一覧
| シーズン | シーズン | 話数 | 放送期間      | 放送期間      |
| シーズン | シーズン | 話数 | 開始日        | 最終日        |
| -------- | -------- | ---- | ------------- | ------------- |
|          | 1        | 10   | 2013年6月23日 | 2013年8月18日 |
|          | 2        | 12   | 2014年8月15日 | 2014年9月4日  |
|          | 3        | 12   | 2015年9月30日 | 2015年12月4日 |

### シーズン1 （2013年）
| 通算 | 話数 | タイトル            | 原題                         | 監督            | 米国放送日    | 視聴者数 (万人) |
| ---- | ---- | ------------------- | ---------------------------- | --------------- | ------------- | --------------- |
| 1    | 1    | ICCチーム誕生: 前編 | Pilot: Part 1                | Daniel Percival | 2013年6月23日 | 437             |
| 2    | 2    | ICCチーム誕生: 後編 | Pilot: Part 2                |                 |               |                 |
| 3    | 3    | 死のグラス          | The Terminator               | Laurent Barès   | 2013年6月30日 | 371             |
| 4    | 4    | ハイウェイ捕食者    | Long-Haul Predators          | Eric Valette    | 2013年7月7日  | 290             |
| 5    | 5    | 特別作戦: 前編      | Special Ops: Part 1          | Andy Wilson     | 2013年7月14日 | 284             |
| 6    | 6    | 特別作戦: 後編      | Special Ops: Part 2          | Andy Wilson     | 2013年7月21日 | 283             |
| 7    | 7    | 獣たち              | The Animals                  | Philippe Haïm   | 2013年7月28日 | 297             |
| 8    | 8    | 絶望の逃避行        | Desperation & Desperados     | Daniel Percival | 2013年8月11日 | 251             |
| 9    | 9    | 消えない傷痕: 前編  | New Scars/Old Wounds: Part 1 | Hannu Salonen   | 2013年8月18日 | 206             |
| 10   | 10   | 消えない傷痕: 後編  | New Scars/Old Wounds: Part 2 | Eric Valette    |               |                 |

### シーズン2 （2014年）
| 通算 | 話数 | タイトル             | 原題                       | 監督               | 英国配信日    |
| ---- | ---- | -------------------- | -------------------------- | ------------------ | ------------- |
| 11   | 1    | ディミトロフとの決戦 | The Rescue                 | Xavier Gens        | 2014年8月15日 |
| 12   | 2    | 古巣ニューヨークへ   | The Homecoming             | Michael Wenning    | 2014年8月15日 |
| 13   | 3    | キル・ゾーン         | The Kill Zone              | Eric Valette       | 2014年8月15日 |
| 14   | 4    | 見えない脅迫者       | Everybody Will Know        | Philip John        | 2014年8月15日 |
| 15   | 5    | バイカー・ギャング   | Home Is Where the Heart Is | Ben Bolt           | 2014年8月15日 |
| 16   | 6    | 宿敵の隠し手         | Freedom                    | Laurent Barès      | 2014年8月15日 |
| 17   | 7    | 毒を持った天使       | The Velvet Glove           | Kerric Macdonald   | 2014年8月15日 |
| 18   | 8    | 家族                 | Family Ties                | Diarmuid Lawrence  | 2014年8月15日 |
| 19   | 9    | 真実の再生           | Truth and Consequences     | Stephen Woolfenden | 2014年8月15日 |
| 20   | 10   | 長い旅路             | The Long Way Home          | Xavier Gens        | 2014年8月15日 |
| 21   | 11   | チームの絆: 前編     | The Team: Part 1           | Bill Eagles        | 2014年8月15日 |
| 22   | 12   | チームの絆: 後編     | The Team: Part 2           | Xavier Gens        | 2014年8月15日 |